# Дели, Ксения
Ксения Дели (англ. Xenia Deli; род. 27 октября 1989, Бессарабка) — молдавская фотомодель, переехавшая жить и работать в США.

## Биография
Родилась  27 октября 1989 года в городе Бессарабка Молдавской ССР. Переехала в США по программе для студентов Work and Travel.
Ксения стала моделью, когда ей было 18 лет. В настоящее время у девушки подписан контракт с агентством «Elite Model Management» в Лос-Анджелесе и Майами.
В 2012 году Ксения появилась на обложке Playboy в компании Бруно Марса. Также она приняла участие в фотосессии для «Frederick’s of Hollywood», известной в США марки женского белья. Снималась для журналов FHM, GQ, Sports Illustrated, Vogue, Harper’s Bazaar, Maxim. Работала с брендами Victoria’s Secret, Beach Bunny, Buffalo, Guess.
В 2013 году снялась в роли Яны в эпизоде сериала «Проект Минди». Также в клипе Calvin Harris «Thinking About You ft. Ayah Marar» в компании Тео Хатчкрафта из группы Hurts.
В 2015 году снялась в клипе Джастина Бибера «What Do You Mean?».
В 2017 году приняла участие в третьем выпуске шоу «Секретный миллионер» телеканала «Пятница!», который проходил в Краснодаре.

## Личная жизнь
С 4 июня 2016 года замужем за египетским миллиардером палестинского происхождения Оссамой Фати Рабахой аль-Шарифом, владельцем девелоперской и логистической компании «Амирал». Роскошное свадебное торжество прошло на греческом острове Санторини. У супругов есть дочь — Анастасия аль-Шариф (род. в августе 2018).